# 花园镇 (岳池县)
花园镇，是中华人民共和国四川省广安市岳池县下辖的一个乡镇级行政单位。2019年12月，撤销镇龙乡，将其所属行政区域划归花园镇管辖。

## 行政区划
花园镇下辖以下地区：
自生村、杨家坡村、高石梯村、响水滩村、临江寺村、磨滩河村、花朝门村、古井沟村、桑树垭村、官大田村、马家井村、火塘坝村、肖家井村、唐家巷村、高坑桥村、万寿寺村、两不来村、挖断山村、五元坟村、田坝寺村、三元村、油坊店村、茶园村、苏麻沟村、松马鞍村、白岩沟村、伍家沟村、龙华山村、奶山坡村、金鳌寺村、大匾山村、太平沟村和红坡盖村。
2019年12月调整后，花园镇辖原镇龙乡和杨家坡村、马家井村、火塘坝村、肖家井村、高石梯村、临江寺村、磨滩河村、古井沟村、桑树垭村、大匾山村、太平沟村、唐家巷村、高坑桥村、万寿寺村、两不来村、挖断山村、五元坟村、田坝寺村、三元村、油坊店村、茶园村、苏麻沟村、松马鞍村、红坡盖村、白岩沟村、伍家沟村、龙华山村、奶山坡村、金鳌寺村、响水滩村所属行政区域。